# Fezes humanas

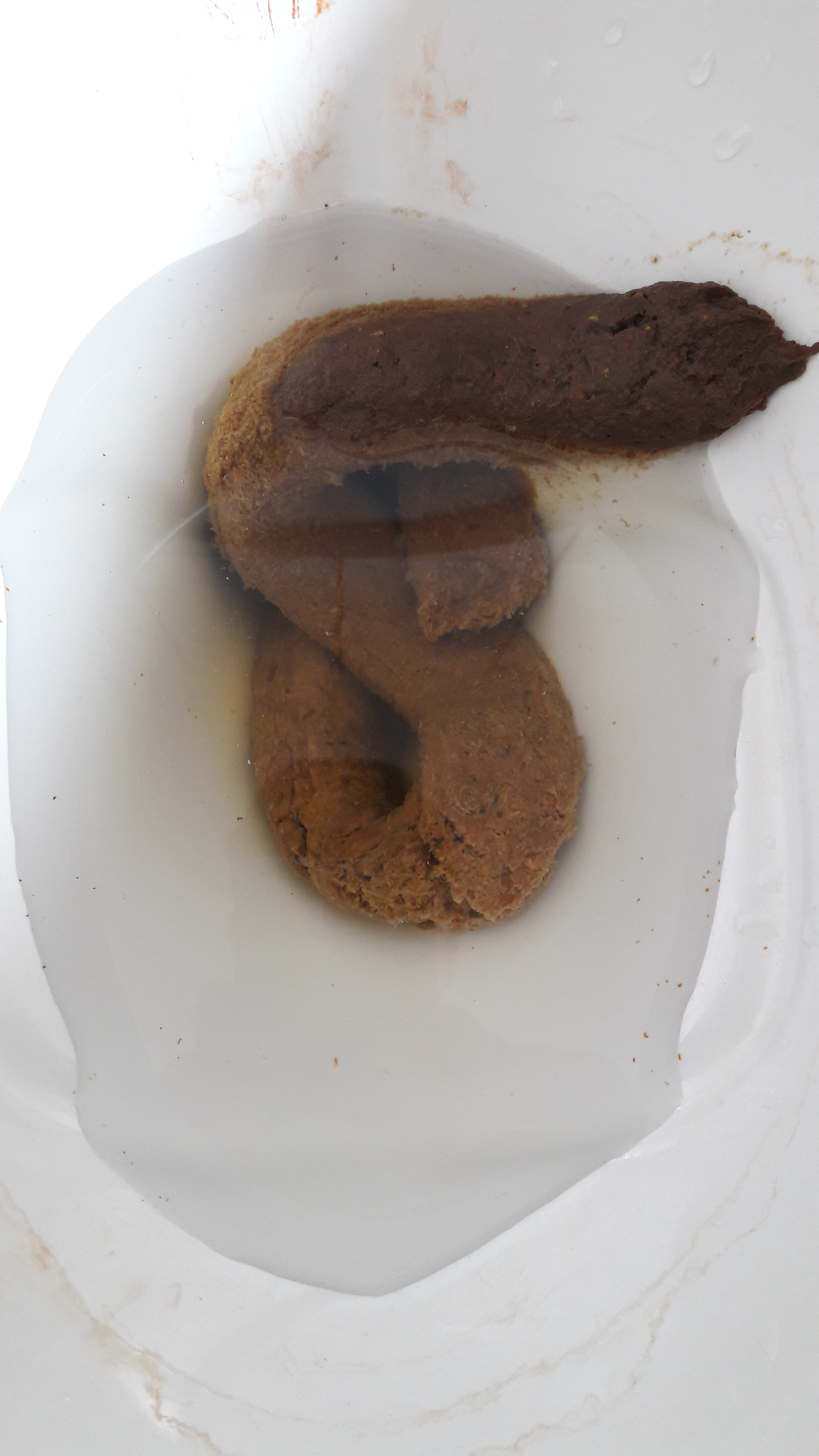
Fezes após uma defecação reconhecendo-se ainda os restos de comida

As fezes humanas são materiais restantes após a digestão e absorção dos alimentos pelo tubo digestivo dos seres humanos. Geralmente têm aspecto castanho-parda e pastoso, porém pode aparecer nas mais variadas formas, tamanhos e cores.
Nos seres humanos o alimento pode levar cerca de oito horas para transitar no organismo e chegar como uma massa uniforme ao intestino grosso, onde permanece por cerca de três dias. Nesse período parte da água (10 a 12 litros) e sais é absorvida, para que na região final do cólon a massa fecal se solidifique, transformando-se então nas fezes.

## Exame macroscópico
Consistência

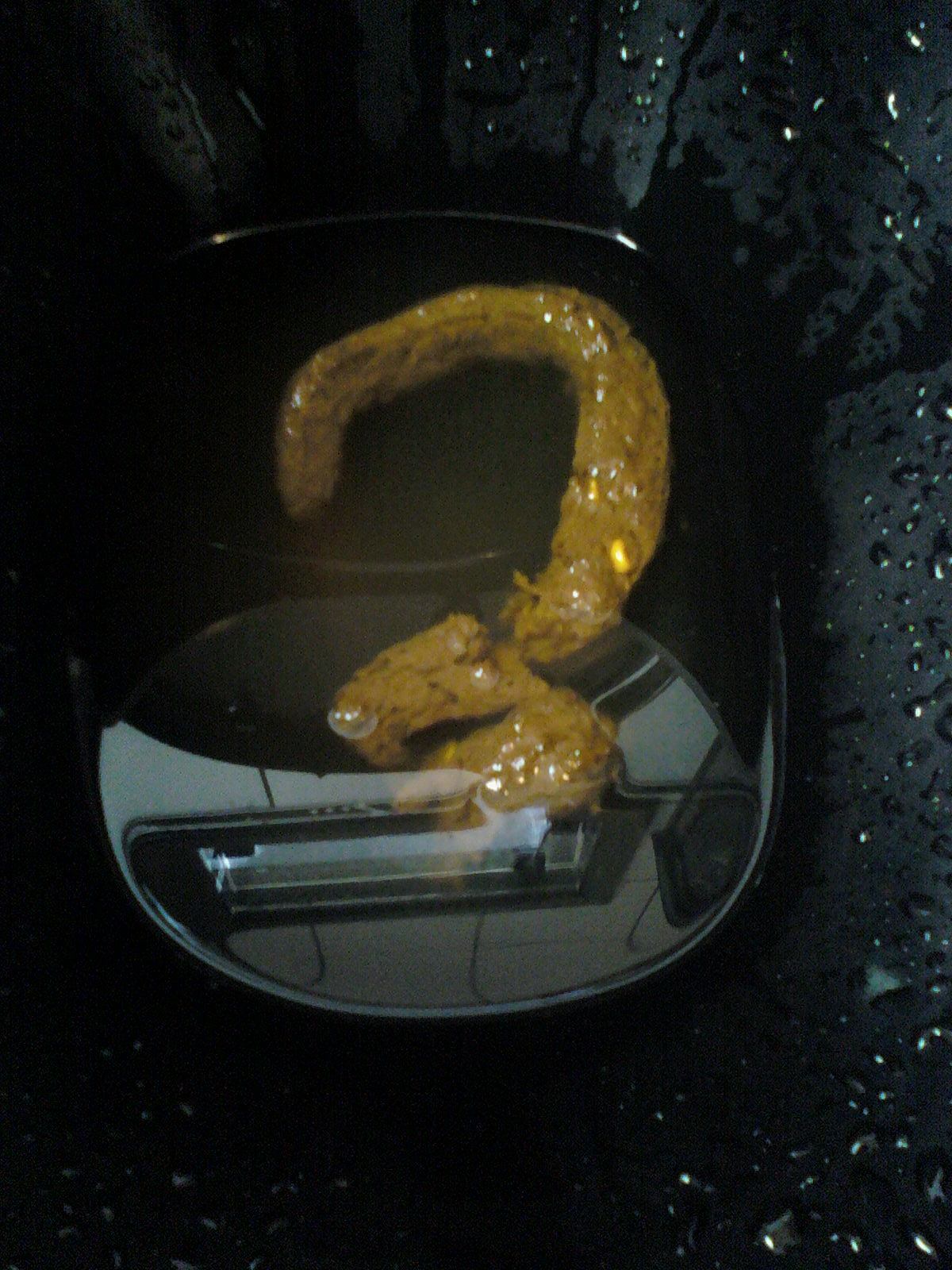
Castanho-parda: cor característica

As fezes normais são sólidas e apresentam 75% de água na sua composição. Variações mínimas nas concentrações de água interferem na sua consistência. Fezes moles apresentam, mais ou menos, 80% de água e as líquidas 90%. Alguns factores, como o vegetarianismo, pode aumentar o teor de líquido. Diarreias potentes podem ser constituídas de 100% água, em alguns casos graves. Quando pessoas contém a Síndrome de Westler possuem as fezes semelhantes à de um pássaro
Massa
É variável e depende da quantidade de alimento ingerida. Geralmente, uma alimentação ordinária, faz o indivíduo eliminar de 100 a 150 g de fezes, por dia. Algumas doenças, como nos casos de fermentação intestinal intensa, fazem o indivíduo eliminar mais de 800 g.
Mais da metade da massa das fezes humanas é composto por bactérias, em sua maioria mortas. Cada grama de fezes no adulto normal contém de 1011 a 1012 unidade de formação de colônias por grama, quase o valor teórico máximo de bactérias por centímetro cúbico (o que significa que 90% ou mais da massa seca das fezes é composta por bactérias),[carece de fontes?] cerca de 90% delas do género Bifidobacterium¹. O
restante é constituído por sais, muco, fibras, celulose e outros materiais não digeridos. A cor amarronzada ou acastanhada e estrutura das fezes se deve à presença de pigmentos provenientes da bile.
Forma
A forma das fezes humanas dependem de sua consistência. Sua forma é definida pelo esfíncter anal em cilindros, e quando passa pelo reto seu calibre é reduzido. Nas diarreias, não existe uma forma definida.
Cor
Castanho-parda, devido a presença de estercobilina e hidrobilirrubina. A cor das fezes, depende também do regime alimentar: verduras deixam as fezes do indivíduo esverdeada e uma dieta láctea pode deixa-la amarelada.
Odor
Fezes possuem odor fisiológico, o qual pode variar de acordo com a dieta e o estado de saúde. Nas fermentações intestinais elevadas apresenta cheiro pútrido.

## Análise dos componentes químicos
É possível analisar também os elementos químicos presentes nas fezes humanas, a tabela a seguir traz algumas informações sobre esses elementos:
| Parâmetros                      | Fezes in natura(média {\displaystyle \pm }DP ou %) |
| ------------------------------- | -------------------------------------------------- |
| pH                              | 6,3 {\displaystyle \pm } 0,4                       |
| C orgânico total(%)             | 44,8                                               |
| Ca total(%)                     | 1,9                                                |
| K (K2O)(%)                      | 1,7                                                |
| N-NH4+ (mg.kg-1 base úmida)     | 215,9 ±142,9                                       |
| N-NH4+ (%)                      | 0,8                                                |
| N-NO2- /N-NO3- (%)              | 0,9                                                |
| NT (%)                          | 4,9                                                |
| P (P2O5) (%)                    | 3,9                                                |
| S total (%)                     | 0,3                                                |
| Umidade (%)                     | 77 ±2                                              |
| ST (%)                          | 23 ±2                                              |
| SF (%)                          | 23 ±6                                              |
| SV (%)                          | 78 ±6                                              |
| Coliformes totais (NMP.g-1)     | 1,2E+15                                            |
| Escherichia coli (NMP.g-1)      | 9,1E+10                                            |
| Enterococcus faecalis (NMP.g-1) | 5,0E+19                                            |

Alguns desses elementos são os principais constituintes dos adubos químicos do tipo NPK utilizados na agricultura. O uso de banheiros secos constitui uma alternativa para recuperar esses elementos químicos, retornando-os ao solo e constituindo como método sanitariamente seguro, eficaz e mais barato em relação aos tratamentos convencionais tais como as ETAs.

## Hábitos sanitários em tempos antigos

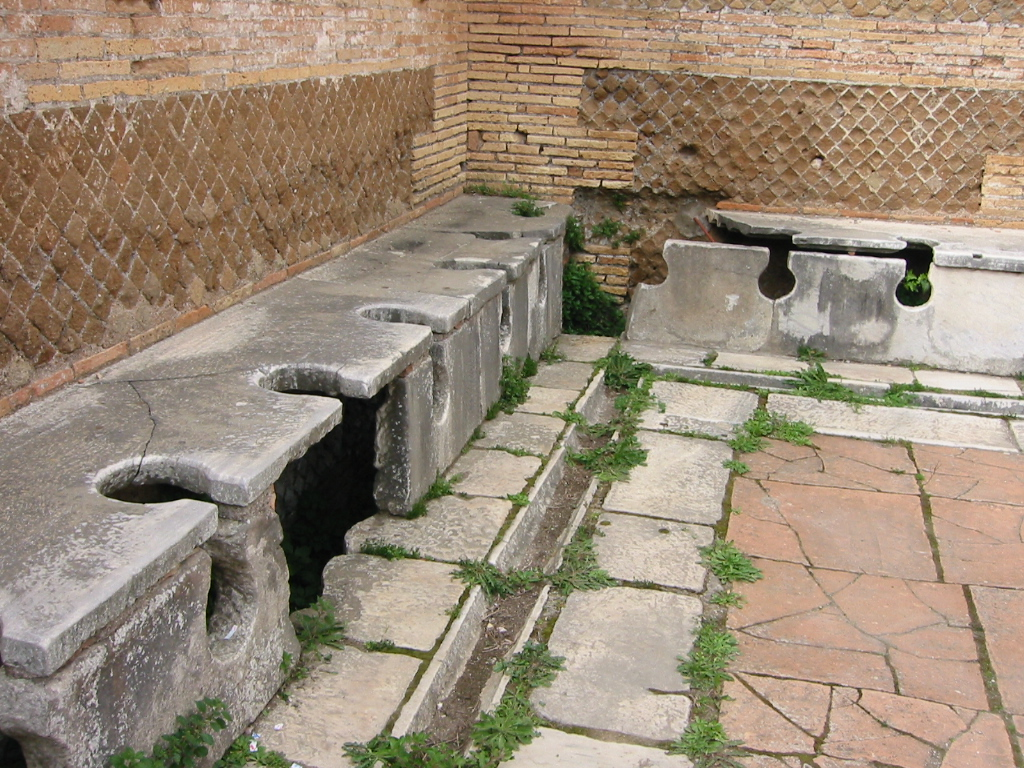
latrinas públicas em Óstia Antiga, Itália

Os banheiros públicos costumavam ser banheiros coletivos, as latrinas, como a da ilustração ao lado. Nestes banheiros públicos, sem cabines privativas, as pessoas de diferentes níveis sociais se encontravam, e até costumavam conversar enquanto evacuavam.

## Anormalidades

### Análise das fezes
Os principais patógenos que são comumente procurados nas fezes incluem:
- Bacteroides
- Salmonella e Shigella
- Yersinia
- Campylobacter
- Aeromonas
- Candida
- E. coli O157
- Cryptosporidium
- Entamoeba histolytica

Parasitas intestinais e seus ovos podem ser visíveis a olho nu.

### Diarreia
A diarreia consiste no aumento do número de evacuações e/ou a presença de fezes amolecidas, com consistência pastosa e/ou até mesmo líquidas nas evacuações.

## Escala de Bristol
A Escala de Bristol ou Escala de fezes de Bristol é uma escala médica destinada a classificar a forma das fezes humanas em sete categorias. Às vezes referido no Reino Unido como a "Escala de Meyers", foi desenvolvido por Dr. Ken Heaton na Universidade de Bristol e publicado no Scandinavian Journal of Gastroenterology em 1997.
Essa escala tem como objetivo verificar a saúde intestinal por meio da análise da forma e da textura dos excrementos expelidos pelo paciente.
Os sete tipos de fezes indicados segundo a escala de Bristol são:
1. Caroços duros e separados, como nozes (difícil de passar)
2. Forma de salsicha, mas granuloso
3. Como uma salsicha, mas com fissuras em sua superfície
4. Como uma salsicha ou serpente, suave e macio
5. Bolhas suaves com bordas nítidas (que passa facilmente)
6. Peças fofas com bordas em pedaços
7. Aquoso, sem partes sólidas, inteiramente líquido

Tipos 1 e 2 indicam obstipação. Tipos 3 e 4 são consideradas ótimas, especialmente a última, uma vez que estas são mais fáceis de passar  na defecação. Tipos 5–7 estão associados com tendência de aumento de diarreia ou de urgência.